# Afterlife of the Party
Afterlife of the Party är en amerikansk film från 2021 i regi av Stephen Herek och med manus skrivet av Carrie Freedle. I huvudrollerna syns Victoria Justice och Midori Francis som de två bästa vännerna Cassie och Lisa, och i de övriga rollerna syns bland annat Timothy Renouf, Adam Garcia, Gloria Garcia och Spencer Sutherland.
Afterlife of the Party, som handlar om Cassie Garcia som ett år efter sin död får en andra chans till att ställa allt till rätta på jorden, hade premiär på Netflix den 2 september 2021.

## Rollista
- Victoria Justice – Cassie
- Midori Francis — Lisa
- Robyn Scott – Val
- Timothy Renouf – Max
- Adam Garcia – Howie
- Gloria Garcia – Sofia
- Myfanwy Waring – Emme
- Spencer Sutherland – Koop